# Љубиша Ђонић
Љубиша Ђонић (1871 — 1919) био је српски фотограф. Дјелује крајем 19 и почетком 20 вијека. Ради у Крагујевцу, Крушевцу , Београду... Прво фотографише на отвореном простору, па у атељеу. Портретише, прави значајне фотографије изгледа града Крагујевца у прошлости, фотографише значајне догађаје и политичка окупљања...

## Кратка биографија
Рођен је 1871. године у селу Сасу у Банату. Надимак му је Баба. Крајем осамдесетих година 19. вијека, бјежећи од војних обавеза у аустро-угарској, долази у Краљевину Србију, у Крагујевац. Најприје фотографише на отвореном простору у импровизованом атељеу са оскудном опремом. Ускоро купује кућу у главној улици у Крагујевцу. Устакљује дио крова изнад просторије у коју смјешта први свој фото-атеље. Унутрашњост атељеа опрема кулисама - позадином и другим декорима. Атеље је довољно простран да у њему снима и групе од преко тридесет људи. Његово фотографисање Крагујевца оставило је врло значајне забиљешке изгледа града на размеђу вијекова. Фотографише догађаје и политичка окупљања. (Збор радикала 1896. И одлазак француске мисије из Крагујевца 1919. године) , глумце, војску, бициклисте ...

## Техника и начин рада
Тадашње фотографије, данас се у жаргону зову "Картонке", су лијепљене на картонску подлогу.
Ђоновићев добар квалитет фотографије је био очигледан, а снимци формата 18X24 цм су тонирани у златном тонеру.
- Опрема фотографија: ферлаут техника и браон тонер.

У једном периоду је радио као фотограф у Београду и Крагујевцу. Учесник је балканске изложбе у Лондону 1907. године са три фотографије. Ради и рекламне фотографије: „Први завод у Краљевини Србији за увеличавање фотографских слика у природној величини“, у „Завод за израду великих слика“.Израђује и је разгледнице Крагујевца, Горњег Милановца и фотосе са мотивом дворца у Такову. Има индиција да је дјеловао и у Чачку као путујући фотограф.
- “Реквизиторијум крагујевачког атељеа: бар двије подне простирке, осликане позадине (простор врта, облачно небо, унутрашњост собе), портијера, сточић, столица стилска тапацираан, и она са кратким ногарима. “[1]

## Картон - подлога и означавање фирме:
Картон по коме су лијепљене фотографије прво су производиле и форматизовале искључиво стране, а послије и српске фирме.
- Марке употребљаваног картона ː"Bernhard Wacht,Eisenschinil &Eickert. Gotr, Ceco.../Wien", такође и иностране и домаће штампарије без ознаке логотипа у варијанти намјенске штампе, као и сјеченог картона са употребом штамбиља, сувог жига и наљепнице, те руком писане фирме.“
- Ђонићеве фотографске фирме су носиле имена: „ Атеље Љ. Ђ. Ђонића Крагујевац, Фотографски атеље Љубише Ђонића Крагујевац, Љ.Ђ. Ђонић сликарски атеље Крагујевац, Љ.Ђ. Ђонић Фотограф Београд.“[1]

Умро је у Крагујевцу 1919.г.